# قوتشاش
قوتشاش (بالفارسية: قوچاش) هي قرية تقع في أذربيجان الغربية في إيران. يقدر عدد سكانها بـ 74 نسمة بحسب إحصاء 2016.